# Forpligtelse
Forpligtelse er et begreb.
Hvis man forpligter sig til noget, har man gjort sig ansvarlig for at det bliver gjort. En forpligtelse er en måde ting skal gøres, siges eller være på. I nogle religioner er man forpligtet til at gifte sig med den person, som forældrene vælger; man bliver altså nødt til at gøre det.
En forpligtelse kan enten være noget, som man automatisk forventer af en person, så som at man laver lektier, hvis man er i skole. Visse handlinger kan også have forpligtelser, alt efter hvad man vælger at gøre.